# Seligeria galinae
Seligeria galinae là một loài rêu trong họ Seligeriaceae. Loài này được Mogensen & I. Goldberg mô tả khoa học đầu tiên năm 2003.